# Vixiège
A Vixiège folyó Franciaország területén, a Hers-Vif jobb oldali mellékfolyója.

## Földrajzi adatok
Aude megyében ered 420 m magasan, és Belpechnél torkollik a Hers-Vifbe. Átlagos vízhozama 1,25 m³ másodpercenként, hossza 33,6 km. Vízgyűjtő területe 198 km².

## Megyék és városok a folyó mentén
- Aude: Cahuzac és Belpech.